# Колісниченко Микола Васильович
Колісниченко Микола Васильович (нар.27 січня 1954, с. Сокільча Попільнянського району Житомирської області) — український лісівник та політичний діяч, кандидат економічних наук (1998), кавалер ордену Знаку пошани, ордену «За заслуги» ІІІ ступеня, ордену Святого Володимира, заслужений працівник лісового господарства України, Голова Державного комітету лісового господарства України (2002—2005).

## Біографія
Микола Колісниченко народився 27 січня 1954 року у с. Сокільча на Житомирщині[джерело?]
По закінченні Попільнянської середньої школи у 1972—1977[джерело?] році навчався в Українській сільськогосподарській академії у м. Києві.
Після завершення навчання в академії працював на посаді лісничого у Житомирській області, пізніше був головним лісничим в Ємільчинському Держлісгоспі. З 1980 року обіймав посаду директора Новоград-Волинського держлісгоспу[джерело?].
У 1986 році він був призначений генеральним директором Житомирського об'єднання «Житомирліс»[джерело?].
1991 року став заступником міністра лісового господарства України[джерело?].
У 2000 році він був призначений першим заступником Голови Державного комітету лісового господарства України, створеного замість Міністерства лісового господарства України. 
1998 року захистив кандидатську дисертацію «Ефективність управління зовнішньоекономічною діяльністю підприємств лісогосподарського комплексу».
У 2002 року був призначений Головою Державного комітету лісового господарства України. На цій посаді він працював до 2005 року.
Одружений, має сина та доньку.

## Громадська робота
- Президент Всеукраїнської асоціації збереження та відродження тваринного світу (з 2003 року)[4].

## Нагороди
- Знак пошани[джерело?]
- Орден «За заслуги» ІІІ ступеня[джерело?]
- Орден Святого Володимира[джерело?]
- Заслужений працівник сільського господарства України[5].